# Louis Antoine Henri de Bourbon-Condé
Louis Antoine Henri de Bourbon, Hertog van Enghien (Chantilly, 2 augustus 1772 - Vincennes, 21 maart 1804), hertog van Enghien, was een tegenstander van Napoleon Bonaparte. Hij werd na een schijnproces geëxecuteerd.

## Biografie
Louis was het enige kind van Lodewijk VI van Bourbon-Condé en Bathilde van Orléans (Louise Marie Thérèse Bathilde), dochter van Lodewijk Filips van Orléans, Hertog van Orléans, en bij zijn geboorte hertog van Enghien, in opvolging van zijn vader. In 1781 zijn zijn ouders gescheiden.
Bij het uitbreken van de Franse Revolutie vluchtte hij met zijn vader en grootvader om aan de Rijn een leger te vormen. De familie vestigde zich in Ettenheim in Baden, net over de grens. Louis huwde er met Charlotte van Rohan-Rochefort.
Na de ontdekking in augustus 1803 van een royalistisch complot om Napoleon te vermoorden in Malmaison werden Moreau, Pichegru en Georges Cadoudal in het voorjaar van 1804 gearresteerd. De onbeduidende hertog van Enghien werd aangewezen als aanstoker. Napoleon liet Louis ontvoeren en in een schijnproces veroordelen. Joséphine de Beauharnais deed nog een poging de hertog vrij te spreken, maar Napoleon was onvermurwbaar. De hertog werd om half vijf 's ochtends geëxecuteerd in het Kasteel van Vincennes. Over de executie zei het hoofd van politie Joseph Fouché later: C'est pire qu'un crime, c'est une faute ("Het is erger dan een misdaad – het is een fout").

## Galerij

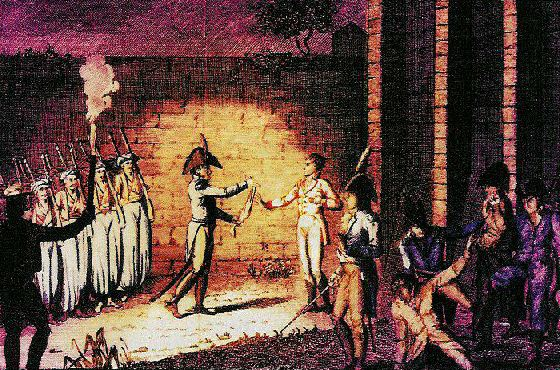
De executie
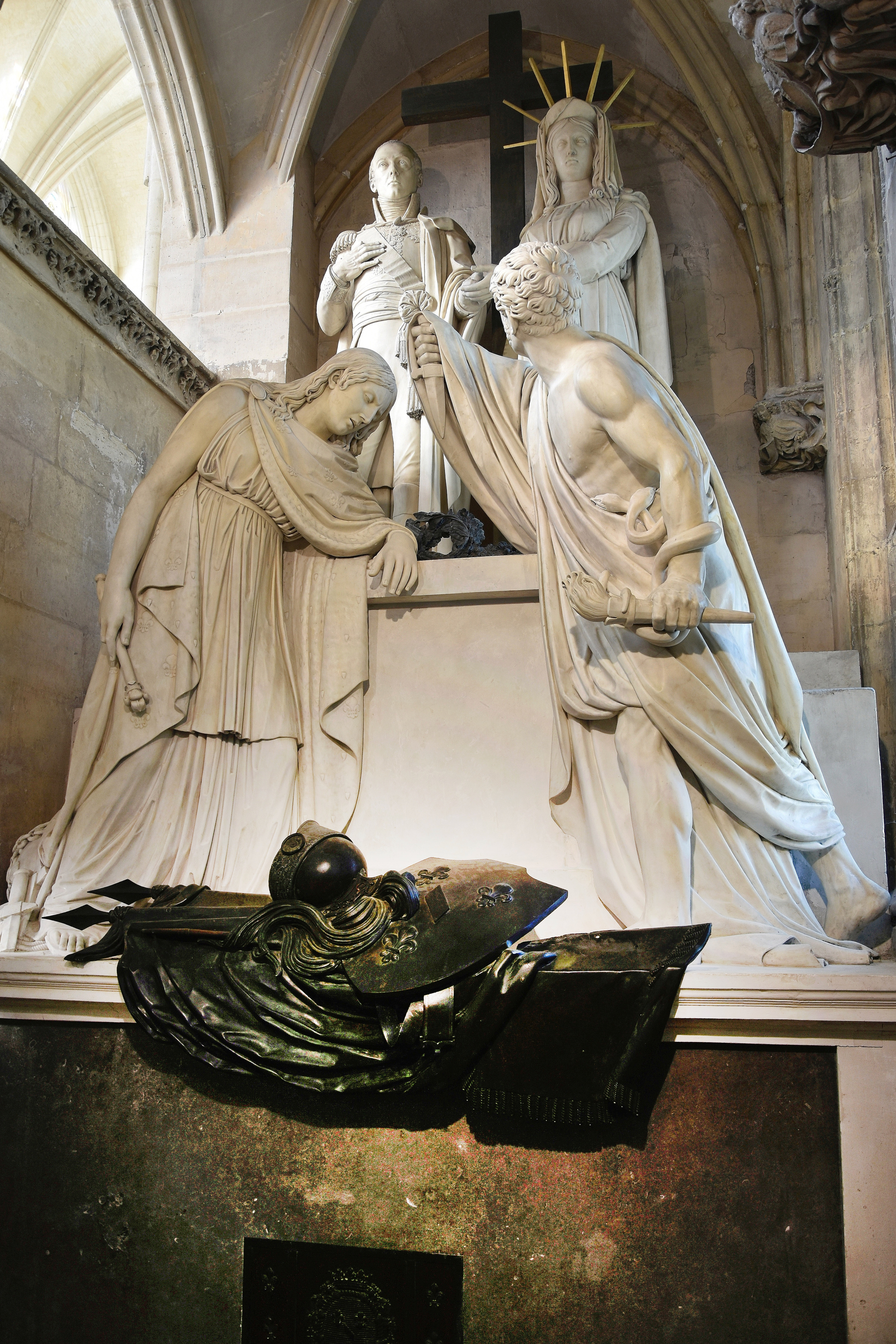
Tombe door Louis Pierre Deseine in het kasteel van Vincennes